# Joey Kern
Joseph Daniel Kern, znany jako Joey Kern (ur. 5 września 1976 r. w Independence w stanie Kentucky) – amerykański aktor filmowy i telewizyjny. Absolwent Uniwersytetu Nowojorskiego. Wystąpił w filmach Śmiertelna gorączka i Grind.